# Mathabhanga
Mathabhanga é uma cidade e um município no distrito de Koch Bihar, no estado indiano de Bengala Ocidental.

## Demografia
Segundo o censo de 2001, Mathabhanga tinha uma população de 21 110 habitantes. Os indivíduos do sexo masculino constituem 51% da população e os do sexo feminino 49%. Mathabhanga tem uma taxa de literacia de 76%, superior à média nacional de 59,5%: a literacia no sexo masculino é de 81% e no sexo feminino é de 71%. Em Mathabhanga, 11% da população está abaixo dos 6 anos de idade.